# Pere II de Iugoslàvia
Pere II de Iugoslàvia (Belgrad, 1923 - Los Angeles, Califòrnia, 1970) fou l'últim rei sobirà de Iugoslàvia. Rebesnet de la reina Victòria I del Regne Unit i del tsar Alexandre II de Rússia era net del rei Ferran I de Romania.
Nascut el dia 6 de setembre de l'any 1923 al Palau Reial de Belgrad el seu pare era el rei Alexandre I de Iugoslàvia i la seva mare la princesa Maria de Romania. El seu padrí fou el rei Jordi VI del Regne Unit. Els avis paterns de Pere eren el rei Pere I de Sèrbia i la princesa Zorka de Montenegro mentre que per via materna ho eren el rei Ferran I de Romania i la princesa Maria del Regne Unit.
Rebé una educació cortesana al Palau Reial de Belgrad i posteriorment ingressà al Col·legi elitista anglès de Sandroyd. Hagué d'abandonar els seus estudis anglesos després de l'assassinat del seu pare a Marsella per un revolucionari macedoni de nom Vlada Georgieff i instal·lar-se a Belgrad a títol de rei. Malgrat tot fins a l'any 1941 s'establí una regència al país dirigida pel príncep Pau de Iugoslàvia. L'any 1944 el monarca es casà a Londres amb la princesa Alexandra de Grècia, filla del rei Alexandre I de Grècia i de la senyora Aspassia Manos, i amb qui tingué un únic fill, SAR el príncep Alexandre de Iugoslàvia nat el 1945 a Londres malgrat que el Govern britànic concedí la territorialitat iugoslava a l'habitació de l'hotel Claridge's on nasqué el príncep.
El 27 de març de 1941 Pere II fou proclamat Rei de Iugoslàvia després d'un cop d'estat en suport dels britànics en contra de la decisió del príncep regent Pau d'adherir-se al Pacte Tripartit i unir-se a les Potències de l'Eix arran de la firma del Tractat de Viena del 25 de març de 1941. Arran d'aquest cop d'estat la família del príncep Pau fou expulsada del país i el nou rei, inexpert, restà sol a Belgrad. Un mes després les tropes nacionalsocialistes van posposar l'atac a Rússia i es decidiren a ocupar Regne de Iugoslàvia i posteriorment Grècia. En menys de tres setmanes la totalitat del regne caigué en mans dels alemanys sense haver deixat de bombardejar durant tres nits les principals ciutats del país. L'ocupació fou efectuada per tropes alemanyes, italianes, búlgares i hongareses. El rei hagué d'abandonar el país i partí a un exili desconcertant. En un primer moment s'establí a Grècia havent d'abandonar el sol grec per dirigir-se a Jerusalem i després al Caire. Malgrat tot, el mes de juny del 1941 ja era establert a Londres on aprofità per completar els seus estudis a la prestigiosa Universitat de Cambridge i integrar-se a la Royal Air Force.
Arran de l'ocupació nacionalsocialista s'organitzaren dos grups antagònics de guerrillers. D'una banda aquells que es mostraven partidaris de la restauració de la monarquia, els txètniks, liderats pel general Draža Mihailović ministre de defensa del govern, i de l'altra pels partisans de caràcter comunista liderats per Josip Broz Tito. En un primer moment els aliats van donar suport materialment i econòmica als partisans reialistes, suport que canvià després de la Conferència de Teheran on es decidí que Iugoslàvia restaria sota influència soviètica.
Després de la Segona Guerra Mundial a Pere no se li va permetre el retorn. El primer ministre Šubašić va arribar a Belgrad el novembre de 1944 i poc després, va anar a Moscou per negociar un acord amb Stalin; que Pere no podria tornar fins que es celebrés un plebiscit si Iugoslàvia esdevingués una república o romangués una monarquia. El novembre de 1945, el Front Popular pro-republicà de Josip Broz Tito, liderat pel Partit Comunista de Iugoslàvia, va guanyar les eleccions amb una majoria aclaparadora, havent-hi el vot boicotejat pels monàrquics. Pere va ser deposat per l'Assemblea Constituent Comunista de Iugoslàvia el 29 de novembre de 1945 i Iugoslàvia proclamada república. Malgrat els intents de retorn de Pere mai pogué tornar a trepitjar Iugoslàvia. La seva situació personal tant a nivell emocional com econòmic patiren diversos revessos que feren que el monarca visqués separadament del seu fill i la seva muller.
Emigrat als Estats Units en 1948, hi trobà la mort en una operació de trasplantament de fetge que es realitzà a un hospital de Denver. Enterrat a un monestir ortodox d'Illinois, és el primer monarca europeu enterrat al continent americà. Els seus drets dinàstics passaren al seu únic fill. El 22 de gener de 2013, les restes de Peter van ser retornades a Belgrad i enterrades al mausoleu de la família reial d'Oplenac el 26 de maig de 2013 juntament amb la seva dona, la reina Alexandra.